# Teoria systemów wyborczych

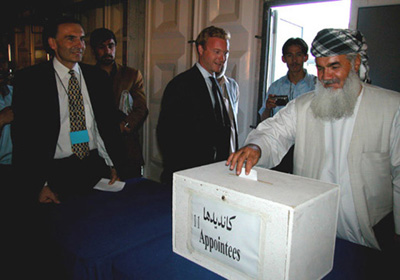
Urna wyborcza

Teoria systemów wyborczych – część teorii wyboru publicznego zajmująca się metodami głosowania i obecnie stosowanymi systemami wyborczymi.
W teorii systemów wyborczych Wikimedia Foundation i Debian (dystrybutor Linuxa) są przykładem zastosowania najnowocześniejszych obecnie na świecie systemów wyborczych. Teoria ta w swoich badaniach wykorzystuje informatyczną teorię złożoności obliczeniowej, gdzie tworzy się matematyczne algorytmy wariantów przybliżonych wyborów optymalnych. Początek zastosowania teorii złożoności do teorii systemów wyborczych miał miejsce pod koniec XX w., kiedy to John Bartholdi, Craig Tovey i Michael Trick zajęli się pewnym klasycznym w teorii wyborów twierdzeniem, mówiącym, że każdy sensowny system wyborczy motywuje wyborców do pewnego rodzaju kłamstw. W Polsce teorią złożoności obliczeniowej zajmuje się np. dr hab. Piotr Faliszewski (Nagroda Naukowa Polityki-2013), dr Piotr Skowron, oraz np. prof. Arkadii Slinko z Nowej Zelandii.
Teorią systemów wyborczych zajmował się w XIII w. Rajmund Llull, który badał proces wyboru dostojników kościelnych. W XVIII w. problemem zajmował się Nicolas de Condorcet i Jean-Charles de Borda, gdzie proponowali oni własne, konkurencyjne systemy wyborcze. W wieku XIX na nowo odkrywa tę teorię Lewis Carroll.